# Bataille du Hamel
 (décembre 2023).
Si vous disposez d'ouvrages ou d'articles de référence ou si vous connaissez des sites web de qualité traitant du thème abordé ici, merci de compléter l'article en donnant les références utiles à sa vérifiabilité et en les liant à la section « Notes et références ».
Première Guerre mondiale
Batailles
Offensive du printemps :
- Opération Michael
- Lys (1918)
- Aisne (1918)
- Bois Belleau
- Montdidier
- Noyon
- Hamel
- Marne (1918)

La bataille du Hamel (4 juillet 1918) est une attaque planifiée par les troupes de l'Australian Imperial Force contre les positions allemandes près du bourg picard du Hamel dans la Somme, pendant la Première Guerre mondiale.

## Contexte historique
L'Offensive du printemps avait permis aux Allemands d'enfoncer le front allié et d'arriver aux portes d'Amiens. L'intervention des troupes australiennes donna un coup d'arrêt à l'avance allemande, offrit un répit aux Alliés et permit d'organiser la contre-offensive alliée, l'Offensive des Cent-Jours.
Les opérations furent planifiées et dirigées par le Lieutenant-général John Monash. Elle est importante non pas en raison de sa valeur stratégique mais en raison de la tactique utilisée, radicalement différente des tactiques traditionnelles utilisées jusque-là, à savoir les assauts frontaux en masse, très coûteux en vies humaines.

## Une innovation militaire
La planification minutieuse du déroulement de la bataille, de la part de Monash, ainsi que la préparation des troupes et les informations qui leur furent transmises concernant leurs objectifs, contribuèrent grandement au succès de la bataille. 
Parmi les nouvelles tactiques utilisées, on peut  citer le ravitaillement aérien en troupes (sauts en parachute) et une coopération accrue entre les unités d'infanterie et les unités blindées. Par exemple, les chars furent également utilisés comme creeping barrage ou feu roulant[réf. nécessaire], le barrage d'artillerie se déplaçant lentement devant l'avancée des troupes (permettant à celles-ci de prendre les tranchées allemandes alors que leurs occupants n'avaient pas eu le temps de sortir de leurs abris). Les chars servirent également au ravitaillement  en nourriture, munitions et médicaments aux troupes avancées. Monash se refusait à sacrifier des troupes d'infanterie lors d'attaques non protégées, d'où son souci de leur apporter le maximum de protection.
Deux régiments, le 131e et le 132e de la 66e brigade d'infanterie, ainsi que la 33e division d'infanterie de l'armée américaine (2 000 hommes) participèrent également à la bataille, sous commandement australien.

## Conséquences de la bataille

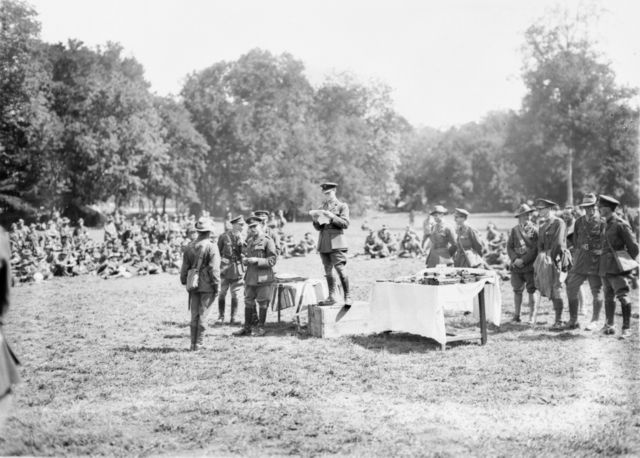
Le lieutenant général John Monash décorant les membres du 4e bataillon d'infanterie australien après leurs succès à la bataille de Hamel.

La bataille fut un succès complet, en 92 minutes tous les objectifs avaient été atteints, ce qui était très court comparé aux batailles des années antérieures qui pouvaient durer plusieurs mois. Au total, le nombre de pertes australiennes s'éleva à 1 062 (dont 800 morts), auxquelles il faut ajouter 176 pertes américaines (avec près de 100 morts); quant aux Allemands, ils perdirent 2 000 hommes, et 1 600 d'entre eux furent faits prisonniers, avec un nombre important de pièces d'artillerie laissées aux Alliés.
Bien que ce fût une bataille secondaire, elle eut d'importantes conséquences. Cette stratégie victorieuse fut appliquée par la suite, à une échelle bien plus grande, lors de la bataille d'Amiens, qui fut un des moments-clés dans la victoire finale des Alliés.